# Salix monticola
Salix monticola är en videväxtart som beskrevs av Michael Schuck Bebb. Salix monticola ingår i släktet viden, och familjen videväxter. Inga underarter finns listade i Catalogue of Life.